# مغدان (دیر)
مُغدان (به گویش محلی: مُوَهدو)، روستایی است از توابع بخش بردخون در شهرستان دیر استان بوشهر ایران.

## جمعیت
این روستا در دهستان آبکش قرار دارد و بر اساس سرشماری سال ۱۳۹۰ آمار رسمی جمعیت روستا ۹۰۰نفر (۱۹۵خانوار) می‌باشد.

## وجه تسمیه
نام این روستا بعلت وجود نخلستانهای انبوه بوده و در گویش دشتی به نخل «مُوَه» گفته می‌شود که با پسوند مکان «دان» (به محلی: دو) «مُوَهدو» شده‌است که هنوز هم در گویش محلی فقط به همین نام شناخته می‌شود. در کاربرد دولتی و رسمی بدون توجه به گویش محلی آن از ترکیب مُخ (نخل در گویشهای همجوار) استفاده شده و برای سهولت استعمال مخدان به مغدان تغییر یافته‌است. امروزه چندین روستا در سرزمینهای نخل‌خیز جنوب ایران به این دو نام وجود دارند.
روستای مغدان (مُوَهدو) در شعر زیر از علی مرادی ضرب‌المثل شده‌است:
| کلاخا یاد موهدو یاد موهدو |  | به یاد دولت آباد موهدو |